# Libanissum malickyi
Libanissum malickyi är en insektsart som beskrevs av Dlabola 1989. Libanissum malickyi ingår i släktet Libanissum och familjen sköldstritar.
Artens utbredningsområde är Frankrike. Inga underarter finns listade i Catalogue of Life.